# William K. Vanderbilt House
La William K. Vanderbilt House, también denominada Petit Chateau, fue una mansión hoy desaparecida ubicada en el n.º 660 de la Quinta Avenida, en el Upper East Side de Nueva York. Es considerada una de las mansiones de la Gilded Age, los palacios de los miembros de la élite industrial, financiera y comercial del país que habían amasado grandes fortunas  durante la conocida como Gilded Age, el período entre 1870 y principios del siglo XX. 

## Historia
Fue construida para William K. y Alva Vanderbilt, en estilo chateau francés, por el arquitecto Richard Morris Hunt. Alva Vanderbilt intervino en el diseño de la mansión neorrenacentista  francesa, una de las primeras construcciones en ese estilo en Nueva York y sirvió de inspiración para muchas otras. Alva la inauguró con un baile de disfraces celebrado en ella en marzo de 1883, que contó con mil invitados.

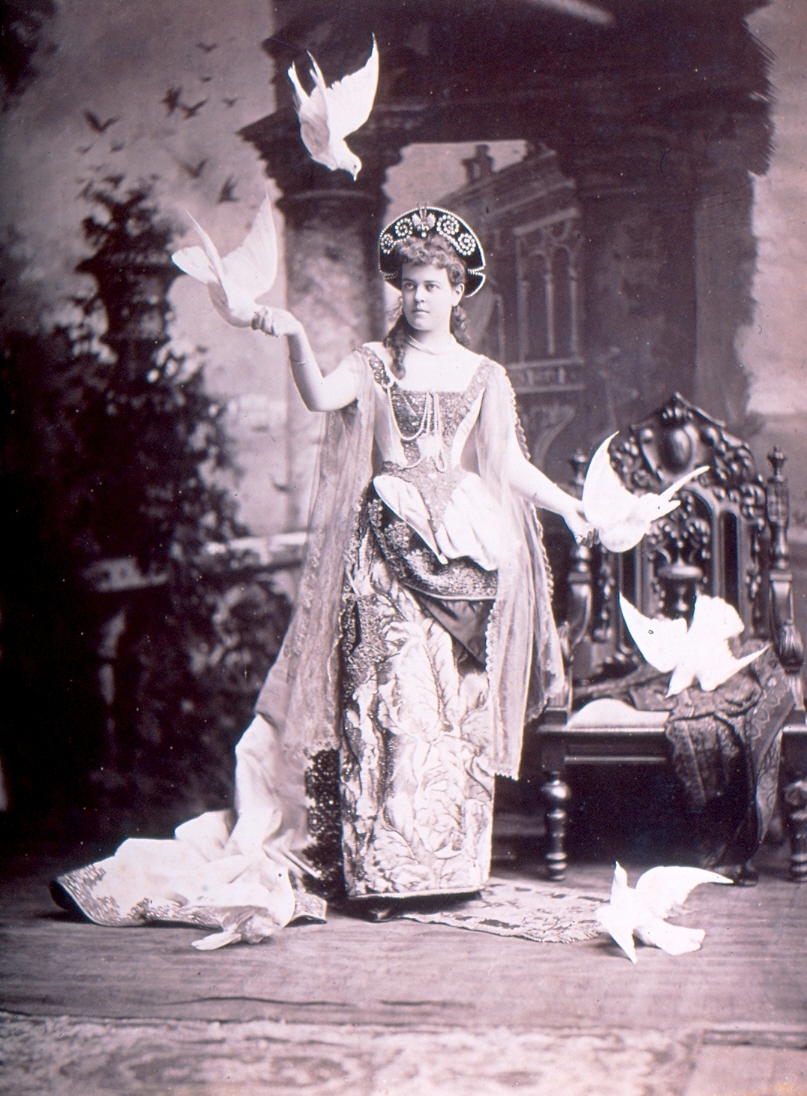
Alva Vanderbilt posa disfrazada en 1883.

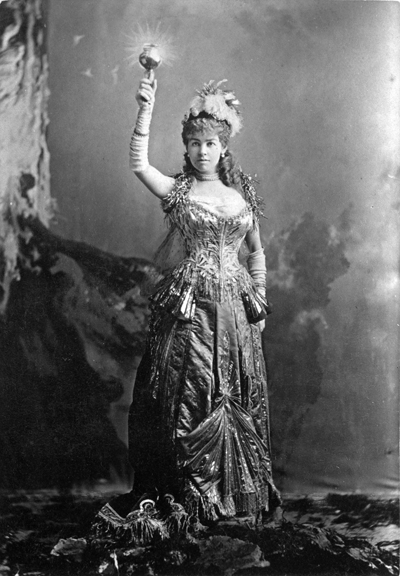
Su cuñada, la señora de Cornelius Vanderbilt, disfrazada de Luz Eléctrica, 1883.

Vendida en 1926 a un promotor inmobiliario, la mansión fue demolida en 1927 y sustituida por un edificio comercial de doce pisos. En un borrador de sus memorias, Alva, entonces señora de Belmont, se limitó a señalar la demolición de pasada. Ese edificio fue sustituido en 1957 por un rascacielos de oficinas de cuarenta y un pisos.

## Estructura
La elaborada fachada asimétrica estaba revestida de caliza gris de Indiana, con un techo irregular de pizarra azul con gabletes de cobre. Los críticos de arquitectura contemporáneos fueron favorables y alabaron que al contrario que el norteamericano neogótico popular, no era una masa de adornos neogóticos sobre una estructura esencialmente estadounidense.
Se ingresaba al interior desde la Quinta Avenida a través de un vestíbulo que llevaba a un gran salón de 18 m de largo, revestido de piedra de Caen, como la mayor parte del interior, tallada con relieves decorativos y con accesos a todas las habitaciones del primer piso. En el centro, a la derecha, la escalera de piedra que subía al segundo piso y en el lado opuesto, una gran chimenea elaboradamente tallada.
Al este del gran salón estaba la biblioteca de 5,5 x 4,3 m, revestida de paneles renacentistas traídos de Francia y al oeste una sala de estar de 10,1 x 5,5 m revestida de paneles de nogal al estilo Gibbons. En el lado opuesto estaba una sala estilo Luis XV de 10 x 12 m, diseñada y construida en París por Jules Allard. Esta sala de recepción impulsó el gusto de la alta sociedad estadounidense por los interiores al estilo francés del siglo XVIII. Su mueble principal era un secreter de ébano, actualmente en el Museo Metropolitano de Nueva York, realizado para María Antonieta en el castillo de Saint-Cloud, y el techo estaba pintado con escenas mitológicas por Paul Jacques Aimé Baudry. Más allá de esta sala se encontraba la sala de desayuno de 6,1 x 8,2 m y una despensa de mayordomo contigua.

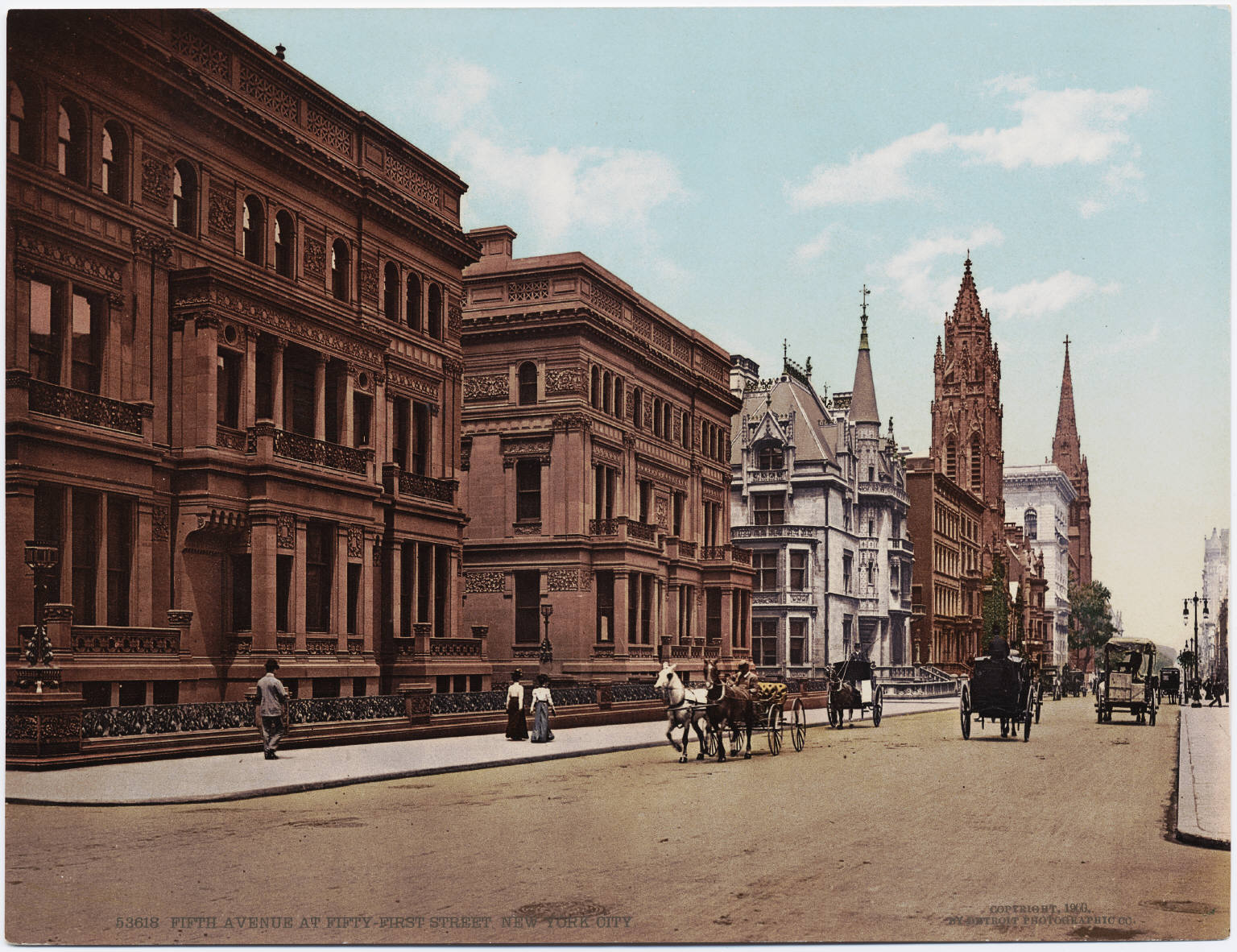
Postal coloreada con una vista de la Quinta Avenida, la mansión al fondo; año 1900.

Al oeste del gran salón se encontraba el salón de baile y banquetes, que con 15 x 11 m y dos pisos era la habitación más grande de la casa. En estilo neogótico, revestido con paneles de madera rematados con muros de piedra. Un extremo de la habitación estaba ocupado por una enorme chimenea doble con cariátides de mármol a tamaño natural sosteniendo la repisa de madera. Una galería en el segundo piso coronaba la chimenea. En el extremo opuesto estaba el palco para los músicos. La sala estaba iluminada por una vidriera de Eugène Oudinot.